# Chemsdine Talbi
Chemsdine Talbi (en arabe : شمس الدين طالبي), né le 9 mai 2005 à Sambreville en Belgique, est un footballeur belgo-marocain qui joue au poste d'ailier droit ou de milieu offensif au Sunderland AFC.

## Biographie

### Naissance et origines
Chemsdine Talbi naît le 9 mai 2005 à Sambreville, dans la province de Namur. Son père, Abdallah Talbi, est d'origine marocaine et grandit à Molenbeek-Saint-Jean, tandis que sa mère, Evelyne Castiau, est d'origine belge et native de Namur. Issu d'une famille multiculturelle francophone, Chemsdine Talbi est de confession musulmane.
Chemsdine Talbi suit sa scolarité en néerlandais et se rend une fois par an au Maroc pour rendre visite à sa famille paternelle, avec laquelle il entretient une relation étroite,.

### En club

#### Débuts et formation au Club Bruges
Chemsdine Talbi est inscrit par son père à l'AFC Tubize avant de poursuivre sa formation au Club Bruges KV, qu'il rejoint en 2015. Après plusieurs années passées dans les catégories inférieures du club, le 27 juillet 2022, Talbi prolonge son contrat avec le Club Bruges, étant désormais lié au club jusqu'en juin 2025.
Talbi joue son premier match en équipe première lors d'une rencontre de championnat face au KV Courtrai le 18 mars 2023. Il entre en jeu à la place de Tajon Buchanan et son équipe est battue par un but à zéro à un ce jour-là. Faisant partie de l'équipe NXT (équipe réserve), il est régulièrement présent sur le banc de l'équipe première. En fin de saison, il est sacré champion de Belgique lors de la saison 2023-2024. Malgré le sacre, Chemsdine Talbi ne dispute que 315 minutes à cause d'une rupture des ligaments du genou, qui l'écarte des terrains pour une durée de huit mois.
De retour de blessure après le début de saison 2024-2025, Chemsdine Talbi retourne sur le banc de touche en tant que joker. Il fait des entrées en jeu et reçoit ses premières titularisations pendant le mois de novembre, sous la houlette de son entraîneur Nicky Hayen.
Lors du match aller de Ligue des Champions contre l'Atalanta Bergame le 12 février 2025, il inscrit son premier but en Ligue des champions et est élu homme du match,. Le 18 février, il inscrit un doublé en Ligue des Champions face à l'Atalanta Bergame (3' et 27'), ses premiers buts dans cette compétition, parvenant ainsi à se qualifier en huitièmes de finale et à enchaîner une deuxième distinction d'homme du match consécutive en Ligue des Champions. Il devient ainsi le plus jeune belge de l'histoire à inscrire un doublé en Ligue des Champions[réf. nécessaire]. Il remporte ainsi pour la première fois la distinction individuelle du meilleur joueur du mois du Club Bruges pour le mois de février,,.
Le 4 mai 2025, il remporte la finale de la Coupe de Belgique face au RSC Anderlecht au stade Roi Baudouin grâce à une victoire 2-1. 

#### Sunderland AFC
Le 9 juillet 2025, il quitte le Club Bruges KV, et rejoint le Sunderland AFC récemment promu en Premier League pour la somme de vingt millions d'euros, il paraphe un contrat de cinq saisons, soit jusqu'en 2030,,.

### En sélections nationales
Le jeune Belgo-marocain a passé des années en selection belge mais finit par choisir l’équipe du Maroc en 2024.

#### Avec les catégories jeunes de Belgique
Talbi est sélectionné avec l'équipe de Belgique des moins de 17 ans pour participer au Championnat d'Europe des moins de 17 ans en 2022. Lors de ce tournoi organisé en Israël il joue trois matchs et marque un but lors du troisième match de groupe contre la Turquie (3-1 score final). Les jeunes belges sont éliminés dès ce stade de la compétition avec un bilan de un nul, une défaite et une victoire. Au total, Talbi joue onze matchs et marque quatre buts entre 2021 et 2022, avec les moins de 17 ans.
Il joue également des matchs amicaux avec l'équipe de Belgique des moins de 18 ans de Wesley Sonck de 2022 à 2023 pour un total de trois buts en six matchs joués (un but contre l'Angleterre des moins de 18 ans et deux buts contre les îles Féroé des moins de 18 ans),,.

#### Entre la Belgique et le Maroc
Convoqué avec la Belgique des moins de 19 ans, il refuse de rejoindre l'équipe pour des causes de « choses qui se sont passé qui ont provoqué une cassure », dit-il à la presse belge,. Cependant, concernant un choix international entre la Belgique et le Maroc, il explique qu'il devra encore faire un choix et qu'il a déjà eu des discussions avec la Fédération royale belge de football et Vincent Mannaert, mais qu'il est également en contact avec la Fédération royale marocaine de football,,. Quelques jours plus tard, son père Abdallah donne des éclaircissements sur la cassure avec la Belgique, l'expliquant par une absence d'intérêt lors de la rééducation de Chemsdine après sa rupture des ligaments croisés durant la saison 2023-2024, pendant que les sélectionneurs des U20 et U23 marocains (Mohamed Ouahbi et Tarik Sektioui), ainsi que le vice-président de la fédération, n’ont cessé de l’appeler,,,. 
Le 1er mars 2025, l'ancien international belge devenu consultant Nordin Jbari, révèle à la presse belge le choix de Chemsdine Talbi en faveur de l'équipe du Maroc, via une publication Instagram,,,. Un jour plus tard, l'information est officiellement confirmée par la généralité des médias belges,. À la suite de cette révélation, la direction technique belge prend des mesures fermes, d'autant plus que l'annonce du changement de nationalité sportive de Talbi survient seulement quelques jours après un cas similaire, celui de Konstantínos Karétsas, qui a également choisi de représenter la Grèce après avoir évolué dans les catégories de jeunes de la Belgique,,. Vincent Mannaert affirme que seuls les joueurs exprimant clairement leur volonté de jouer pour la Belgique seront sélectionnés en équipes de jeunes. Il précise également avoir tenté de rétablir la confiance avec Talbi, mais que cela n’a finalement pas suffi à le convaincre d’opter pour la Belgique,,.

#### Choix définitif: Maroc
Le 14 mars 2025, il est convoqué par le sélectionneur Walid Regragui, figurant sur la liste des joueurs pour affronter le Niger et la Tanzanie dans le cadre des éliminatoires de la Coupe du monde 2026,. Côté Belgique, le sélectionneur Rudi Garcia déclare en conférence de presse que Chemsdine Talbi aurait peut-être figuré sur la liste de ses convoqués. Ayant rejoint l'équipe du Maroc, il déclare en interview remplir un « rêve d'enfant ». Lors des deux matchs, il est mis dans les tribunes pour causes d'incertitudes liées à une blessure.

## Style de jeu
Principalement milieu offensif, Chemsdine Talbi peut également évoluer dans l'aile droite. Formé à l'académie du Club Bruges KV, Chemsdine se distingue davantage par sa qualité de percussion et ses facultés créatrices, mais qui sait se montrer utile dans la zone de vérité.

## Statistiques

### En club
| Saison                | Club                  | Championnat           | Championnat | Championnat | Championnat | Coupe nationale | Coupe nationale | Coupe nationale | Coupe de la Ligue | Coupe de la Ligue | Coupe de la Ligue | Supercoupe | Supercoupe | Supercoupe | Compétition(s) continentale(s) | Compétition(s) continentale(s) | Compétition(s) continentale(s) | Compétition(s) continentale(s) | Autres compétitions | Autres compétitions | Autres compétitions | Autres compétitions | Total | Total | Total |
| Saison                | Club                  | Division              | M.          | B.          | P.d.        | M.              | B.              | P.d.            | M.                | B.                | P.d.              | M.         | B.         | P.d.       | Comp.                          | M.                             | B.                             | P.d.                           | Comp.               | M.                  | B.                  | P.d.                | M.    | B.    | P.d.  |
| 2022-2023             | Club NXT              | Division 1B           | 20          | 3           | 3           | -               | -               | -               | -                 | -                 | -                 | -          | -          | -          | -                              | -                              | -                              | -                              | PO                  | 8                   | 2                   | 4                   | 28    | 5     | 7     |
| 2023-2024             | Club NXT              | Division 1B           | 5           | 1           | 1           | -               | -               | -               | -                 | -                 | -                 | -          | -          | -          | -                              | -                              | -                              | -                              | -                   | -                   | -                   | -                   | 5     | 1     | 1     |
| Sous-total            | Sous-total            | Sous-total            | 25          | 4           | 4           | -               | -               | -               | -                 | -                 | -                 | -          | -          | -          | -                              | -                              | -                              | -                              | -                   | 8                   | 2                   | 4                   | 33    | 6     | 8     |
| 2022-2023             | Club Bruges KV        | Division 1A           | 2           | 0           | 0           | -               | -               | -               | -                 | -                 | -                 | -          | -          | -          | C1                             | 0                              | 0                              | 0                              | PO1                 | 3                   | 0                   | 0                   | 5     | 0     | 0     |
| 2023-2024             | Club Bruges KV        | Division 1A           | 3           | 0           | 0           | -               | -               | -               | -                 | -                 | -                 | -          | -          | -          | C4                             | 1                              | 0                              | 0                              | PO1                 | 0                   | 0                   | 0                   | 4     | 0     | 0     |
| 2024-2025             | Club Bruges KV        | Division 1A           | 21          | 5           | 3           | 5               | 0               | 0               | -                 | -                 | -                 | 1          | 0          | 1          | C1                             | 11                             | 2                              | 1                              | PO1                 | 6                   | 0                   | 0                   | 44    | 7     | 5     |
| Sous-total            | Sous-total            | Sous-total            | 26          | 5           | 4           | 5               | 0               | 0               | -                 | -                 | -                 | 1          | 0          | 1          | -                              | 12                             | 2                              | 1                              | -                   | 9                   | 0                   | 0                   | 53    | 7     | 6     |
| 2025-2026             | Sunderland AFC        | Premier League        | 1           | 0           | 1           | -               | -               | -               | -                 | -                 | -                 | -          | -          | -          | -                              | -                              | -                              | -                              | -                   | -                   | -                   | -                   | 1     | 0     | 1     |
| Total sur la carrière | Total sur la carrière | Total sur la carrière | 51          | 9           | 8           | 5               | 0               | 0               | -                 | -                 | -                 | 1          | 0          | 1          | -                              | 12                             | 2                              | 1                              | -                   | 17                  | 2                   | 4                   | 86    | 13    | 14    |

## Palmarès

### En club
| Club Bruges KV - Championnat de Belgique (1) : - Champion : 2024. - Vice-champion : 2025. - Coupe de Belgique (1) : - Vainqueur : 2025. - Supercoupe de Belgique : - Finaliste : 2024. |

### Distinctions individuelles
- 2025 : Meilleur joueur du mois de février 2025 au Club Bruges KV[16],[17],[18].